# RAD6000
RAD6000 — радіаційно-стійкий одноплатний комп'ютер, заснований на базі RISC-процесора RSC (1,1 млн транзисторів, архітектура POWER1), випущений підрозділом IBM. Пізніше цей підрозділ став частиною BAE Systems.
RAD6000 були застосовані в ряді розробок NASA, міністерства оборони США і комерційних космічних літальних апаратах. На 2008 рік їх налічувалося більше 200, в тому числі:
- Марсоходи Opportunity і Spirit
- Спускний космічний апарат Mars Pathfinder
- Deep Space 1 — експериментальний автоматичний космічний апарат
- Mars Polar Lander і Mars Climate Orbiter
- Марс Одіссей — орбітальний апарат
- Spitzer космічний телескоп
- MESSENGER автоматична міжпланетна станція для дослідження Меркурія
- STEREO космічний апарат
- IMAGE космічний апарат MIDEX
- Genesis і Stardust
- Phoenix посадковий модуль NASA для вивчення Марса
- DAWN автоматична міжпланетна станція
- Solar Dynamics Observatory

## Джерело
- RAD6000